# 不花剌之战
不花剌之战，成吉思汗十五年（1220年）春，蒙古第一次西征河中之战中，蒙古帝国军队在河中不花剌（布哈剌，今乌兹别克斯坦布哈拉城）击败花剌子模的作战。
不花剌是当时中亚的大城市。分内外二城，城池坚固阔大，周围12门。地处要道咽喉，是撒马尔罕（今乌兹别克斯坦撒马尔罕）西方屏障。花剌子模大汗摩诃末派将军库克汗率领部将哈迷的布尔、舍去治汗和怯失力汗等，统率二万（一说三万）骑兵防守此城。
成吉思汗为了断绝玉龙杰赤（今土库曼斯坦乌尔根奇）与撒马尔罕的交通，隔绝锡尔河沿岸被围攻各城堡的外援，他和拖雷带领中路军秘密过锡尔河，越过基吉尔库姆沙漠，实施远距离穿插迂回，出其不意的抵达、包围不花剌。当守军拒绝投降后，蒙古军便猛烈进攻，数日昼夜连续进攻，守军不支，二月初十夜率军突围逃出。蒙古军追击，在阿姆河消灭大部突围守军。第二天，城里派出伊斯兰教教长及名门，至成吉思汗行营献城乞降。这时，不花剌的康里骑兵四百人，坚守内城不降。成吉思汗下令进攻，并烧毁内城，城外用抛石机射巨石，城内用炮、火油筒反击。激战二日，内城破，守军皆死。成吉思汗下令毁城，并强征青壮年充军往攻撒马尔罕。不花刺一经陷落，花刺子模新都撒马尔罕、旧都玉龙杰赤之交通断绝，东西部互相支援也被切断，花刺子国立刻呈现出瘫痪状态。